# Kaszów (województwo małopolskie)
Kaszów – wieś w Polsce, położona w województwie małopolskim, w powiecie krakowskim, w gminie Liszki.
W latach 1975–1998 wieś administracyjnie należała do województwa krakowskiego.
Wieś opactwa benedyktynów tynieckich w powiecie proszowickim województwa krakowskiego w końcu XVI wieku.

## Integralne części wsi
| SIMC    | Nazwa        | Rodzaj     |
| ------- | ------------ | ---------- |
| 0325328 | Bory         | część wsi  |
| 0325334 | Dół          | część wsi  |
| 0325340 | Góra         | część wsi  |
| 0325357 | Górka        | część wsi  |
| 0325363 | Łysa Góra    | część wsi  |
| 0325370 | Podegrodzie  | część wsi  |
| 0325400 | Wielka Droga | przysiółek |
| 0325386 | Zarzecze     | część wsi  |
| 0325392 | Zastawie     | część wsi  |

## Historia

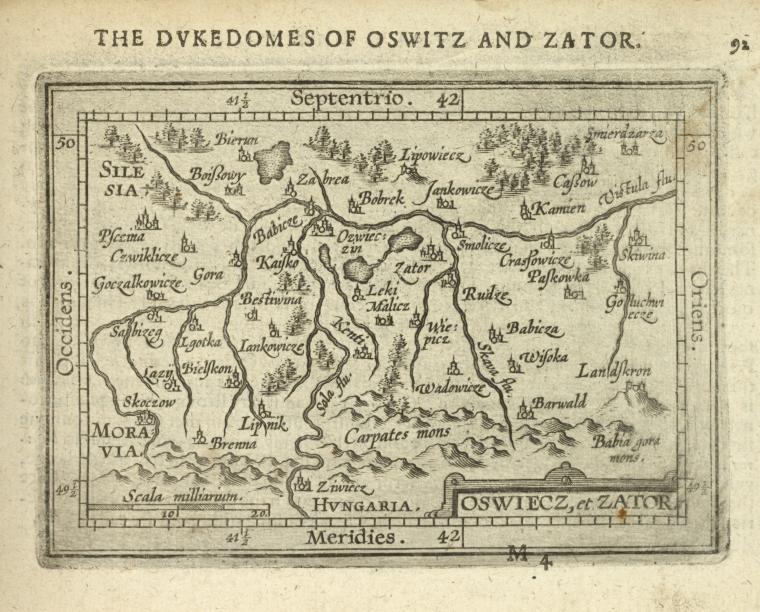
Kaszów na mapie Księstwa Oświęcimskiego i Zatorskiego - mapa Abrahama Orteliusa z 1603.

Od 1105 roku wieś wzmiankowana w dokumentach stwierdzających przywileje Klasztoru Benedyktów, następnie w dokumentach wydawanych w latach 1229 i 1275 przez Bolesława Wstydliwego i Kunegundę.
W 1282 roku przeniesiona dokumentem Leszka Czarnego na prawo magdeburskie. Kazimierz Wielki w 1363 roku nadał sołectwo wsi opatowi Tynieckiemu.
Wieś znajdowała się w posiadaniu klasztoru do 1786 roku, następnie przeszła w ręce prywatne.
W 1880 roku Kaszów posiadał 250 domów i liczył 1523 mieszkańców.

### II wojna światowa
1 września 1939 roku wybuchła wojna. Pierwsze bomby spadły na wieś około godziny piątej rano. Przerażeni ludzie spakowawszy swój dobytek rozpoczęli ucieczkę przed okupantem w kierunku wschodnim.
Drugiego września wyjechali członkowie Grona Nauczycielskiego. Ponownie naukę rozpoczęto pod koniec września 1939, po przejściu frontu. Warunki nauczania były trudne, ponieważ z polecenia Władz Gminy podręczniki, pomoce naukowe oraz bibliotekę szkolną przewieziono do pobliskich Liszek. Dzieci w miejscowej szkole uczyły się z zaprenumerowanego pisemka "Ster".
W 1941, w wyniku pogarszającej się sytuacji aprowizacyjnej i ciężkich warunków okupacyjnej egzystencji, wybuchła epidemia tyfusu, zachorowało i zmarło kilka osób. Chorobę zwalczano przez szczepienia, oraz profilaktyczną działalność informacyjną. Bydłu poważnie zagroził wąglik, walczono z nim przez odkażanie obór i otoczenia domów.
Pacyfikacja Kaszowa
1 lipca 1943 roku, okupant niemiecki dokonał pacyfikacji wsi, w wyniku której zginęło 27 osób. Był to najtragiczniejszy dzień w historii Kaszowa.

Niemcy pojawili się w Kaszowie pod pretekstem poszukiwania domniemanych partyzantów ukrywanych we wsi. O godzinie 8 rano nadjechała kolumna samochodów ciężarowych i taksówek z SS-manami i policją niemiecką. Samochody rozjechały się i Niemcy rozproszyli się wokół wsi, zgarniając pracujących w polu, wypędzając z domów, po czym kierowali ludzi na wybraną jako miejsce kaźni – łąkę na wysokości centrum wsi tzw. Ugorki za Ciubami. Ludzie posłusznie poddawali się rozkazom gdyż nie byli świadomi zagrożenia, a mieszkania miały pozostać otwarte i udostępnione do rewizji.

Ugorek przecinała droga polna, wzdłuż której SS-mani podzielili kobiety i mężczyzn. Dzieci pozostawiono z kobietami. Mężczyzn było około 350. Początkowo wszyscy siedzieli razem, następnie Niemcy wskazali pięciu, którzy mieli zostać rozstrzelani, po czym odwieziono ich samochodem na miejsce egzekucji.
Ponieważ nie było pretekstu do wskazania następnej piątki skazańców, Niemcy uciekli się do tortur psychicznych nad mieszkańcami. Wszyscy leżeli twarzą ku ziemi, w rzędach po 10 osób, wzdłuż których przechadzali się oprawcy.
Kulminacją było odczytanie listy trzydziestu straceńców. W miejsce brakujących osób z listy, wybrano spośród obecnych. Rozkazano wszystkim powstać i patrzeć prosto w oczy przechodzącemu hitlerowcowi. Wskazani przez niego musieli dołączyć do leżących obok, odczytanych z listy.

Następnie w pobliskiej stodole urządzono "salę sądową" gdzie odprowadzono wspomnianych mieszkańców. W czasie tortur, zastosowano drastyczne metody m.in. drabinę z wozu (tzw. sienna) do której przywiązywano ofiary, dębowe konary o grubości 5 cm itp. Leżący na łące pozostali mieszkańcy wysłuchiwali przejmujących krzyków katowanych członków rodzin.

Tortury przeciągnęły się do zmroku. Po zachodzie słońca, dowódca SS odczytał wyrok skazujący katowane przez cały dzień ofiary na śmierć przez rozstrzelanie. Egzekucję na okrutnie pobitych 25 mieszkańców, przy poświacie płonących domów, wykonał hitlerowiec strzałem w kark. Wieczorem, ok. godziny 10, sołtys otrzymał rozkaz zakopania ofiar w miejscu zbrodni, a pozostałych odesłano do domów.

Pacyfikacja pochłonęła 27 ofiar wśród mieszkańców w tym dwóch przyjezdnych. Spalono 24 domostwa, na pozostałych przy życiu mieszkańców Kaszowa nałożono kontrybucję. Dzień pacyfikacji odbił się bardzo mocno na stanie zdrowia mieszkańców, w szczególności dzieci. Wiele dzieci jak i starszych zapadało na choroby nerwowe, sercowe i wątrobowo-żółciowe. Zwłoki ofiar pacyfikacji pochowano w miejscu kaźni, po wojnie miejsce egzekucji upamiętniono symbolicznym pomnikiem. Pacyfikacja wsi została opisana na podstawie relacji świadków przez profesora Rosponda w książce "Zginęli na polu chwały" (wyd. 1946, 1993 i 2009). 
Po wojnie mieszkańcy wioski wznieśli pomnik upamiętniający te wydarzenia. 
We wrześniu 1944 szkoła w Kaszowie była nieczynna, ponieważ stacjonowały w niej wojska niemieckie. Całą jesień mieszkańcy starsi i dzieci chodzili codziennie do pracy przy okopach. Do okopów w grudniu przywieziono dodatkowo stu robotników ze Śląska.
16 i 17 stycznia 1945 roku odbywały się loty samolotów i bombardowania tak silne, że przerwano naukę w szkole. W nocy z 17 na 18 stycznia 1945 roku Niemcy opuścili Kaszów. 18 stycznia 1945 wjechały do Kaszowa pierwsze czołgi sowieckie, po nich liczne oddziały wojsk przemaszerowały na zachód. Następnego dnia zorganizowano we wsi szpital wojskowy, przez kilka dni działał także Sztab Wojska Radzieckiego.

### Okres powojenny
W czasie wakacji roku 1945 zorganizowano zbiórki darów dla repatriantów, które przesyłano do Ogólnopolskiego Komitetu Pomocy Repatriantom w Kaszowie.
Obecnie wieś posiada klasyczny przykład zabudowy ulicowej, zgrupowanej wzdłuż ciągów komunikacyjnych i głównej drogi stanowiącej odcinek traktu historycznego z Krakowa przez Liszki – Babice – Oświęcim na Śląsk.
We wsi są dwie kapliczki murowane, z około połowy XIX w.